# Martin-Luther-Kirche (Berlin-Lichterfelde)

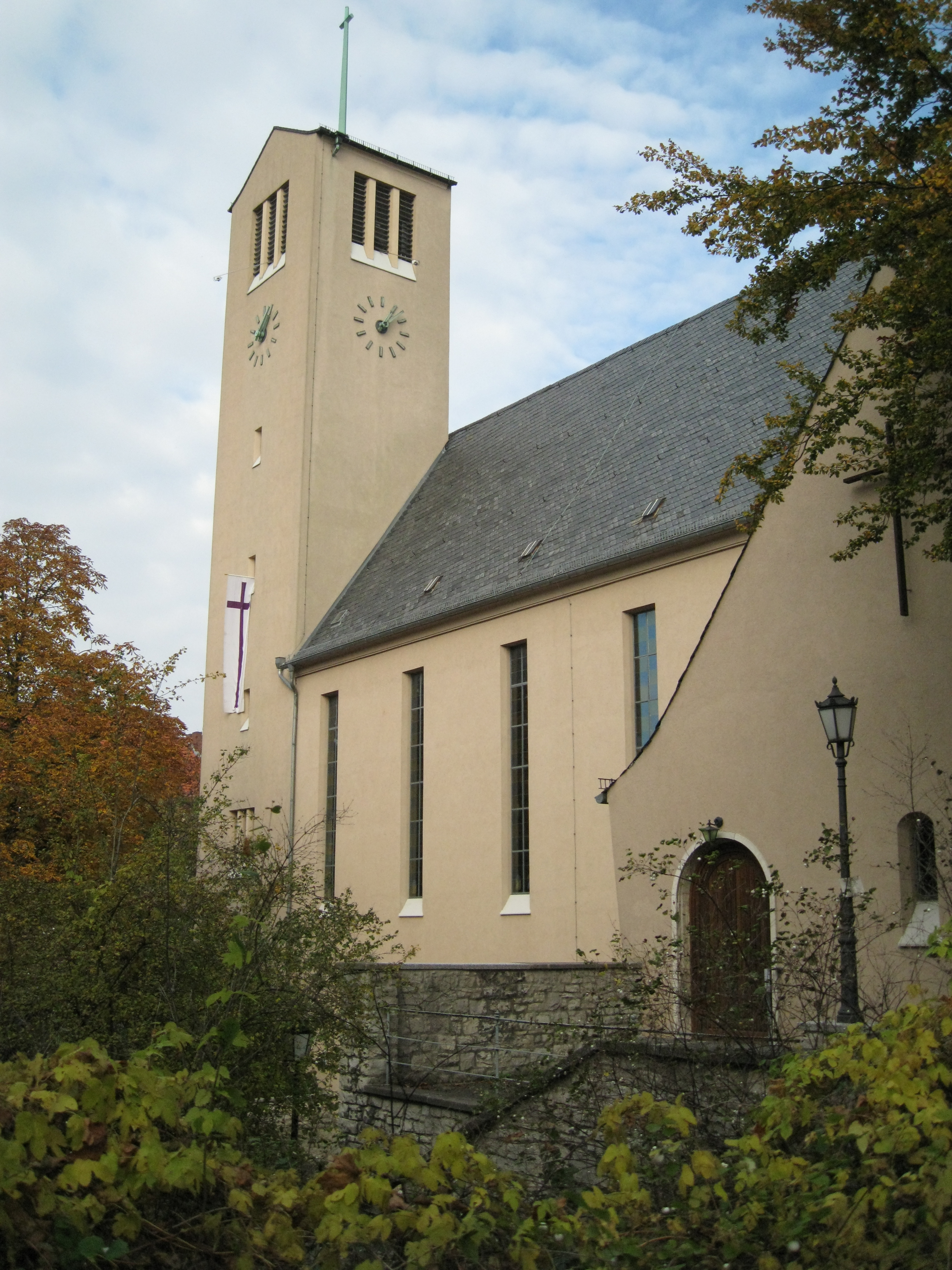
Martin-Luther-Kirche

Die Martin-Luther-Kirche im Berliner Ortsteil Lichterfelde, der seit 2001 zum Bezirk Steglitz-Zehlendorf gehört, wurde nach einem Entwurf von Fritz Schupp und Martin Kremmer errichtet. Sie ist der letzte Kirchenbau, der vor dem Zweiten Weltkrieg in Berlin fertiggestellt wurde. Der Baubeginn erfolgte am 28. Juli 1930. Nachdem 1931 das Finanzsystem zusammengebrochen war, musste der weitere Ausbau ausgesetzt werden. Seit dem 27. November 1933 konnte der Gemeindesaal wenigstens für den Gottesdienst genutzt werden, eingeweiht wurde die Kirche aber erst am 1. November 1936. Im Architekturstil wirkt die Neue Sachlichkeit nach. Der Kirchenraum zeichnet sich durch Helligkeit und klare Linien aus. Die Kirche steht unter Denkmalschutz.

## Geschichte

### Der Bau
Infolge des neu entstehenden Viertels rund um den 1909 eröffneten Bahnhof Botanischer Garten wurde der Bau einer weiteren Kirche der Kirchengemeinde Lichterfelde notwendig. Bereits zur Jahreswende 1910/1911 hatte der Gemeindekirchenrat von Lichterfelde an der platzartigen Erweiterung der Kreuzung von Hortensien- und Tulpenstraße ein Grundstück für den Neubau einer gottesdienstlichen Stätte erworben. Geplant war zunächst nur ein Betraum und ein Gemeindesaal, allerdings verhinderte der Erste Weltkrieg das Projekt.
Da das Grundstück so tief lag, dass sich ein Saalbau mit Betraum und Gemeindesaal nicht hätte verwirklichen lassen, entschied man sich – da man glaubte, auf einen Gemeindesaal nicht verzichten zu können – für eine Kirche mit darunter liegendem Gemeindesaal. In der Sitzung der vereinigten kirchlichen Körperschaften vom 13. Mai 1930 wurde unter den eingereichten Entwürfen namhafter Architekten die Arbeit von Fritz Schupp und Martin Kremmer ausgewählt.
Der erste Spatenstich erfolgte am 28. Juli 1930. Infolge der Wirtschaftskrise wurde der Bau bereits 1931 eingestellt. Nachdem die unterbrochenen Bauarbeiten fortgesetzt werden konnten, wurde der Schlussstein am 31. Januar 1931 feierlich gelegt. Zunächst konnte nur der Saal soweit hergestellt werden, dass er als gottesdienstliche Stätte seit dem 27. November 1933 genutzt wurde. Später wurde der innere Ausbau der Kirche bis auf die Beschaffung von Altar, Kanzel, Kirchenbänke und Orgel ausgeführt. Erst im Januar 1936 wurde mit der Vollendung der Kirche begonnen, am 1. November 1936 wurde sie eingeweiht und nach Martin Luther benannt.
Der Name für die Kirche war zunächst umstritten, die von einigen Gemeindemitgliedern favorisierte Heldengedächtniskirche konnte sich nicht durchsetzen, vor allem, weil der Architekt gegen diesen Namen Einspruch erhob. 1940 wurden die drei Kirchenglocken für Rüstungszwecke beschlagnahmt. Durch alliierte Luftangriffe wurde zu Pfingsten 1944 das Dach beschädigt. Eindringende Feuchtigkeit schädigte den Dachstuhl schwer. Bis zu ihrer notdürftigen Reparatur fanden die Gottesdienste im Gemeindesaal statt. Am 7. Dezember 1947 wurde die provisorisch reparierte Kirche neu geweiht.
Bei der Aufteilung der Gemeinde Lichterfelde im Jahr 1954 wurde die Martin-Luther-Gemeinde selbstständig. Am 1. Januar 1999 wurden die Martin-Luther-Gemeinde und die Matthäus-Gemeinde zu einem Pfarrsprengel zusammengefügt, die sich später mit den Gemeinden Lukas, Südende, Markus und Patmos zum Pfarrsprengel Steglitz-Nord zusammenschlossen.

### Bedeutung in der Zeit des Nationalsozialismus

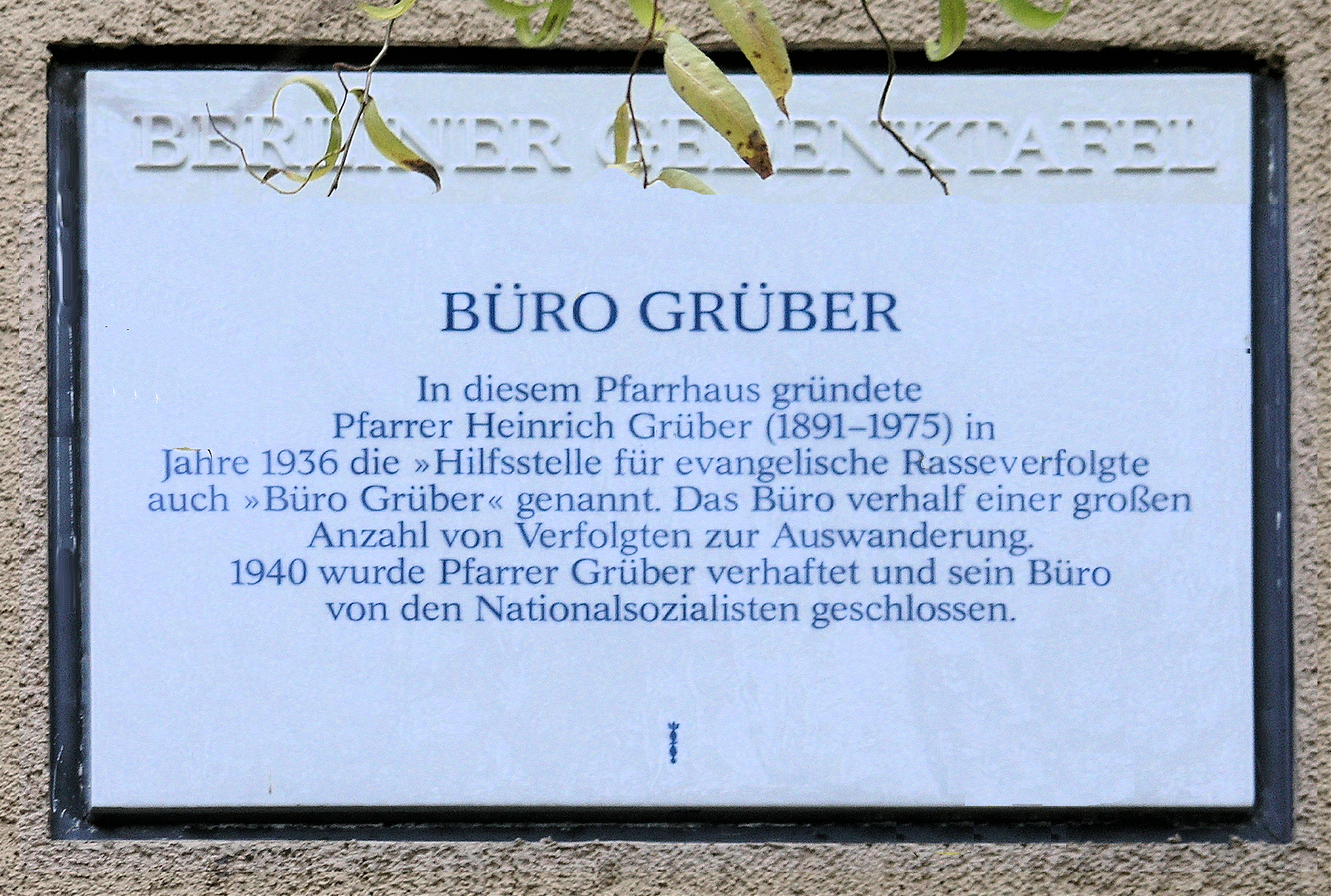
Berliner Gedenktafel am Haus Hortensienstraße 18, in Berlin-Lichterfelde

Für die Bekennende Kirche war die Martin-Luther-Kirche in der Zeit des Nationalsozialismus ein wichtiger Standort. Hier wurden Examen abgenommen. In der Hoffnung, sie hierdurch vor rassistischer Verfolgung zu schützen, wurden in der Martin-Luther-Kirche Menschen jüdischer Herkunft getauft. Heinrich Grüber erinnert sich, dass das Büro Grüber im Pfarrhaus an der Martin-Luther-Kirche gegründet wurde. Peter Graf Yorck von Wartenburg und andere Mitglieder des Kreisauer Kreises wohnten in unmittelbarer Nähe. Zu Andachten mit Hanns Lilje trafen sie sich auch in der Martin-Luther-Kirche.

## Gebäude

### Äußeres
Der Entwurf von Kremmer und Schupp sah zunächst einen flachgedeckten kubischen Bau mit polygonalem Altarraum vor. Ein hoher Turm sollte an der Eingangsseite seitlich neben der Vorhalle entstehen. Auf der anderen Seite sollten flachgedeckte Bauten als Küster- und Pfarrhaus die Kirche zu der umliegenden Bebauung abgrenzen. Aus finanziellen Gründen wurden im Lauf des Jahres 1930 die Pläne umgearbeitet. Auf den polygonalen und verglasten Altarraum wurde zugunsten eines flachen Abschlusses mit schmalem Fensterschlitz verzichtet. Der Turm wurde in die Fluchtlinie der rechten Längswand integriert. Das einschiffige Langhaus mit seinen schmalen Fenstern und der Turm erhielten hohe Satteldächer.
Am 19. Oktober 1961 konnten die drei Bronzeglocken, gegossen in der Glockengießerei Petit & Gebr. Edelbrock, eingeweiht werden. Alle drei tragen Textzeilen aus Martin Luthers Deutschem Tedeum.
| Glocke | Schlagton | Gewicht (kg) | Durchmesser (cm) | Höhe (cm) | Inschrift                                             |
| ------ | --------- | ------------ | ---------------- | --------- | ----------------------------------------------------- |
| 1.     | es'       | 1500         | 132              | 112       | HEILIG IST UNSER GOTT, DER HERRE ZEBAOTH.             |
| 2.     | ges'      | 0825         | 110              | 095       | DICH VATER IN EWIGKEIT EHRT DIE WELT WEIT UND BREIT.  |
| 3.     | as'       | 0575         | 098              | 079       | HERR GOTT, DICH LOBEN WIR, HERR GOTT, WIR DANKEN DIR. |

Nach 1990 wurde ein Stahlskelett in den Kirchturm eingezogen. So konnte seine Standfestigkeit erhalten bleiben.
Die Eingangshalle öffnet sich in Rundbögen zur Freitreppe. Der Anbau für die Küsterei wurde bündig in die Fassadenflucht integriert und durch die Fortsetzung des Satteldachs an dieser Seite unter ein Schleppdach gebracht. Die weiteren Anbauten rechts neben dem Chor erhielten ebenfalls einen Dreiecksgiebel mit Satteldach. Die Gesamtanlage ist als Mauerwerksbau ausgeführt, erst 1962 wurde die bis dahin noch rohe Ziegelfassade rosafarben verputzt.

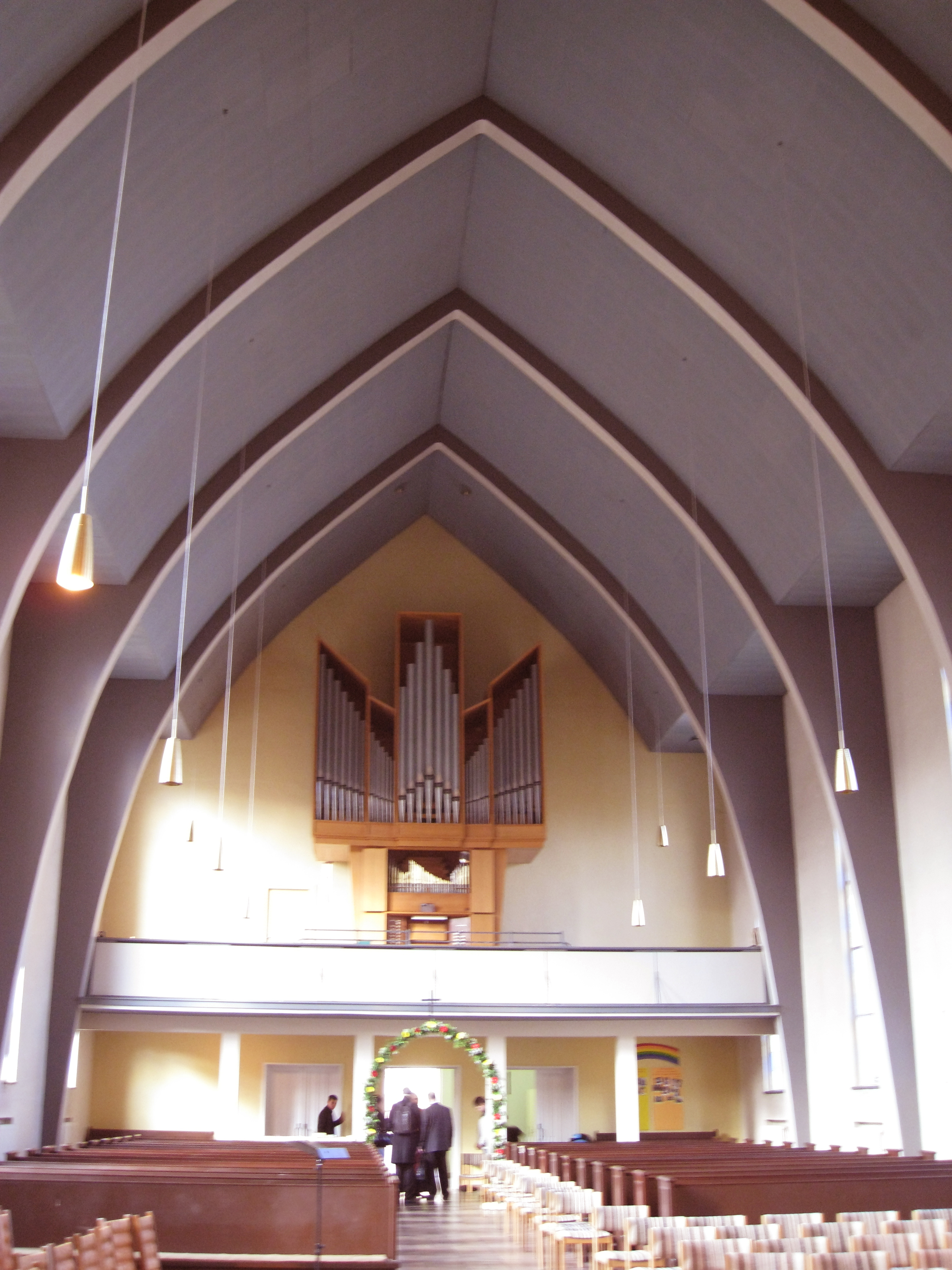
Orgelempore der Martin-Luther-Kirche

### Inneres
Die hohe Leimbinderkonstruktion gibt dem Kirchsaal ein gotisches Gepräge. Die Holzbinder setzten auf Bodenniveau mit der Krümmung an und überspannen spitzbogig die gesamte Breite des Kirchsaals. Der Chorbogen wurde als Triumphbogen ausgeführt, um den Altarraum hervorzuheben. Zwischen 1955 und 1957 wurde die Kirche unter der Leitung von Max Taut rekonstruiert. Die alte Holzkonstruktion des Spitztonnengewölbes, die vom Hausbock befallen war, wurde durch Stahlbeton-Binder ersetzt. Die Decke wurde mit Akustik-Platten gedämmt.

## Ausstattung
Im Jahr 1937 erhielt die Kirche eine Kanzel mit der Darstellung der vier Evangelisten sowie ein Luther-Standbild von Herbert Volwahsen. Die ursprüngliche Bemalung der Altarwand mit Engeln wurde später entfernt. Beim Umbau 1955 bis 1957 wurde die Luther-Statue auf die rechte und die Kanzel auf die linke Seite vor dem Altarraum versetzt. Ein Teil der Bänke wurde durch Stühle ersetzt. Am 7. April 1957 wurde die neu gestaltete Kirche wieder eingeweiht. Am 8. Mai 1960 wurde die Schuke-Orgel in Dienst gestellt. Das Instrument ist eine vollmechanische Schleifladen-Orgel und besitzt 23 klingende Register auf zwei Klaviaturen und Pedal mit 1226 Pfeifen. 1962 erhielt die angebaute Kapelle ihr heutiges Aussehen, sie enthält ein dreiteiliges Altarbild aus dem frühen 16. Jahrhundert.

## Heutige Nutzung
Die Martin-Luther-Gemeinde trifft sich regelmäßig zu Gottesdiensten und zahlreichen anderen Veranstaltungen.